# Euxoa triumregium
Euxoa triumregium är en fjärilsart som beskrevs av Zoltan Varga 1979. Euxoa triumregium ingår i släktet Euxoa och familjen nattflyn. Inga underarter finns listade i Catalogue of Life.